# مایکل جان داوسون واکر
مایکل جان داوسون واکر (انگلیسی: Michael Walker, Baron Walker of Aldringham؛ زادهٔ ۷ ژوئیهٔ ۱۹۴۴) سیاستمدار و فرد نظامی اهل بریتانیا است. وی همچنین برندهٔ جوایزی همچون نشان حمام و نشان امپراتوری بریتانیا شده‌است.
یک افسر بازنشسته ارتش بریتانیا است. او که در سال ۱۹۶۶ به خدمت گرفته شد، تا سال ۱۹۸۴ در قبرس، ایرلند شمالی و در پست‌های مختلف ستادی در بریتانیا خدمت کرد. پس از انتصاب به فرماندهی یک گردان، در دومین ماموریت خود در ایرلند شمالی، این بار در دری، در گزارش‌های مربوط به خدمتش از او نام برده شد و متعاقباً در جبل الطارق نیز خدمت کرد. او به درجه سرتیپ ارتقا یافت، که به طور غیرمعمول هرگز درجه سرهنگی نداشت و فرماندهی تیپ زرهی بیستم در آلمان را قبل از اینکه رئیس ستاد سپاه اول شود، بر عهده گرفت.
واکر به عنوان سرلشکر، قبل از اینکه معاون رئیس ستاد دفاع در وزارت دفاع شود، به عنوان افسر کل فرمانده ناحیه شرقی منصوب شد. او فرماندهی سپاه واکنش سریع متفقین ناتو را که در سال ۱۹۹۵ به بالکان اعزام شد، بر عهده گرفت و واکر اولین افسری شد که فرماندهی بخش زمینی نیروی اجرایی به رهبری ناتو را بر عهده گرفت. به خاطر خدمتش در نیروهای چند ملیتی در بالکان، به او نشان لژیون لیاقت آمریکا اعطا شد. واکر پس از کناره‌گیری از فرماندهی، سه سال را به عنوان فرمانده ستاد فرماندهی زمینی، گذراند و سپس در سال ۲۰۰۰ به عنوان رئیس ستاد کل - رئیس حرفه‌ای ارتش بریتانیا - منصوب شد. در سال ۲۰۰۳، او به رئیس ستاد دفاع - رئیس حرفه‌ای تمام نیروهای مسلح بریتانیا - ارتقا یافت. در دوران ریاست ستاد دفاع، واکر در جریان نوسازی نیروهای مسلح، به دلیل ادعاهای سوءاستفاده از زندانیان در طول جنگ عراق و اظهاراتی مبنی بر اینکه پوشش رسانه‌ای عراق ممکن است نیروهای بریتانیایی را به خطر انداخته باشد، جنجال به پا کرد.
واکر در سال ۲۰۰۶ بازنشسته شد و متعاقباً به عنوان فرماندار بیمارستان سلطنتی چلسی منصوب شد، پستی که تا سال ۲۰۱۱ در اختیار داشت. در سال ۲۰۱۴، او به درجه فیلد مارشال ارتقا یافت. او متاهل و دارای سه فرزند است.